# Conium fontanum
Conium fontanum är en flockblommig växtart som beskrevs av Olive Mary Hilliard och Brian Laurence Burtt. Conium fontanum ingår i släktet odörter, och familjen flockblommiga växter.

## Underarter
Arten delas in i följande underarter:
- C. f. alticola
- C. f. silvaticum